# Gwinnett Braves
Die Gwinnett Braves sind ein Minor League Baseballteam aus Lawrenceville, Georgia in Atlanta, welches in der International League (IL) in der South Division spielt. Die Braves sind seit ihrer Gründung 2009 Level-AAA Minor League Team der Atlanta Braves und bestreiten ihre Heimspiele im rund 11.000 Zuschauer fassenden Coolray Field in Lawrenceville.

## Geschichte
Die Gwinnett Braves wurden 2009 gegründet. Sie gingen aus den Richmond Braves hervor, die 2008 von Richmond nach Gwinnett umzogen. Seit ihrer Gründung sind sie das Farmteam der Atlanta Braves.
In der abgelaufenen Saison 2016 holten die Braves den Division Titel in der South Division und konnten sogar bis in das Finale vorstoßen. In der Best-of-5 Serie verloren die Braves allerdings mit 3:1 gegen die Scranton/Wilkes-Barre RailRiders.
Im Jahr 2018 wollen die Braves ihren Teamnamen ändern, um noch mehr mit der Region um Gwinnett County in Verbindung gebracht zu werden. Eine öffentliche Umfrage soll helfen, einen geeigneten Namen für das Franchise zu finden.

### Meisterschaften und Divisiontitel im Einzelnen
| Meistertitel | Divisiontitel |
| ------------ | ------------- |
|              | 2016          |

## Stadion
Die Braves spielen im 2009 erbauten Coolray Field in Lawrenceville, das 10.427 Plätze umfasst.
Das mit Kosten von ursprünglich $40 Millionen veranschlagte Stadion, kostete nach Vollendung $64 Millionen. Der starke Anstieg der geplanten Kosten geht damit einher, dass die Bauplaner den von ihnen gesetzten Zeitplan nicht einhalten konnten, weshalb das Stadion erst eineinhalb Jahre später als geplant eingeweiht werden konnte.
Der Besitzer des Coolray Fields ist das Gwinnett County, sodass die Braves nur Mieter sind. Die jährlichen Mietkosten betragen $250.000. Weiter erhält das Gwinnett County einen Dollar pro verkaufter Eintrittskarte der Braves.
Das erste Spiel wurde am 17. April 2009 zwischen den Gwinnett Braves und den Norfolk Tides ausgetragen, welches die Tides mit 7-4 für sich entscheiden konnten. Den ersten Homerun im neu erbauten Stadion erzielte Braves Spieler Barbaro Canizares.

## Kader 2017
(Quelle:)

### Manager und Trainer
| #  | Name            | Pos            | Bat | Thw | Ht     | Wt  | DOB        | Status |
| -- | --------------- | -------------- | --- | --- | ------ | --- | ---------- | ------ |
| 11 | Billy Nicholson | Coach          |     |     | 5' 10" | 180 | 01-12-1969 | Active |
| 13 | Jose Mota       | Coach          | S   | R   | 5' 9"  | 155 | 03-16-1965 | Active |
| 12 | John Moses      | Hitting Coach  | S   | L   | 5' 10" | 170 | 08-09-1957 | Active |
| 38 | Reid Cornelius  | Pitching Coach | R   | R   | 6' 0"  | 200 | 06-02-1970 | Active |
| 55 | Damon Berryhill | Manager        | S   | R   | 6' 0"  | 205 | 12-03-1963 | Active |

### Pitchers
| #  | Name             | Pos | Bat | Thw | Ht     | Wt  | DOB        | Status   | MLB 40-man |
| -- | ---------------- | --- | --- | --- | ------ | --- | ---------- | -------- | ---------- |
| 37 | Andrew Albers    | P   | R   | L   | 6' 1"  | 200 | 10-06-1985 | Active   | No         |
| 36 | Aaron Blair      | P   | R   | R   | 6' 4"  | 250 | 05-26-1992 | Active   | Yes        |
| 28 | Rex Brothers     | P   | L   | L   | 6' 0"  | 210 | 12-18-1987 | Active   | No         |
| 39 | Enrique Burgos   | P   | R   | R   | 6' 4"  | 250 | 11-23-1990 | Active   | Yes        |
| 48 | Mauricio Cabrera | P   | R   | R   | 6' 3"  | 245 | 09-22-1993 | Active   | Yes        |
|    | Josh Collmenter  | P   | R   | R   | 6' 3"  | 240 | 02-07-1986 | 7-day DL | No         |
| 30 | Rhiner Cruz      | P   | R   | R   | 6' 2"  | 210 | 11-01-1986 | Active   | No         |
| 60 | Joel De La Cruz  | P   | R   | R   | 6' 1"  | 240 | 06-09-1989 | 7-day DL | No         |
| 34 | Caleb Dirks      | P   | R   | R   | 6' 3"  | 220 | 06-09-1993 | 7-day DL | No         |
| 54 | Kris Medlen      | P   | S   | R   | 5' 10" | 190 | 10-07-1985 | Active   | No         |
| 22 | Akeel Morris     | P   | R   | R   | 6' 1"  | 195 | 11-14-1992 | Active   | Yes        |
| 25 | David Peterson   | P   | R   | R   | 6' 5"  | 205 | 01-04-1990 | Active   | No         |
| 33 | Evan Phillips    | P   | R   | R   | 6' 2"  | 215 | 09-11-1994 | Active   | No         |
| 43 | Lucas Sims       | P   | R   | R   | 6' 2"  | 220 | 05-10-1994 | Active   | Yes        |
| 57 | Patrick Weigel   | P   | R   | R   | 6' 6"  | 240 | 07-08-1994 | 7-day DL | No         |
| 45 | Matt Wisler      | P   | R   | R   | 6' 3"  | 205 | 09-12-1992 | Active   | Yes        |

### Catchers
| #  | Name           | Pos | Bat | Thw | Ht    | Wt  | DOB        | Status | MLB 40-man |
| -- | -------------- | --- | --- | --- | ----- | --- | ---------- | ------ | ---------- |
| 32 | David Freitas  | C   | R   | R   | 6' 3" | 225 | 03-18-1989 | Active | No         |
| 20 | Anthony Recker | C   | R   | R   | 6' 2" | 240 | 08-29-1983 | Active | No         |

### Infielders
| #  | Name            | Pos | Bat | Thw | Ht     | Wt  | DOB        | Status | MLB 40-man |
| -- | --------------- | --- | --- | --- | ------ | --- | ---------- | ------ | ---------- |
| 1  | Ozzie Albies    | 2B  | S   | R   | 5' 9"  | 160 | 01-07-1997 | Active | No         |
| 58 | Carlos Franco   | 3B  | L   | R   | 6' 3"  | 220 | 12-20-1991 | Active | No         |
| 4  | Sean Kazmar     | SS  | R   | R   | 5' 9"  | 180 | 08-05-1984 | Active | No         |
| 17 | Kyle Kubitza    | 3B  | L   | R   | 6' 3"  | 210 | 07-15-1990 | Active | No         |
| 27 | Emerson Landoni | 2B  | R   | R   | 5' 11" | 189 | 02-19-1989 | Active | No         |
| 14 | Rio Ruiz        | 3B  | L   | R   | 6' 1"  | 230 | 05-22-1994 | Active | Yes        |
| 5  | Matt Tuiasosopo | IF  | R   | R   | 6' 2"  | 235 | 05-10-1986 | Active | No         |

### Outfielders
| #  | Name            | Pos | Bat | Thw | Ht    | Wt  | DOB        | Status | MLB 40-man |
| -- | --------------- | --- | --- | --- | ----- | --- | ---------- | ------ | ---------- |
| 7  | Xavier Avery    | OF  | L   | L   | 6' 0" | 190 | 01-01-1990 | Active | No         |
| 26 | Stephen Gaylor  | RF  | L   | R   | 6' 1" | 195 | 10-04-1991 | Active | No         |
| 18 | Dustin Peterson | OF  | R   | R   | 6' 2" | 210 | 09-10-1994 | Active | No         |